# Рястка
Ря́стка (Ornithogalum) — рід багаторічних рослин родини холодкових, що налічує за оцінками різних дослідників від 100 до 300 видів. Представники роду поширені в помірних і субтропічних регіонах планети. Переважна більшість рясток не має господарського значення, проте близько 15 видів належать до декоративних рослин. Деякі види отруйні.

## Назва
Українська назва роду співзвучна із узагальнювальним словом «ряст». У давнину цим терміном позначали будь-яку дрібну рясноцвіту рослину (а українські види рясток саме до таких і належать). Втім, слід зважати, що в сучасній науковій термінології словом «ряст» прийнято називати лише представників роду Corydalis, який в систематичному відношенні не споріднений із рястками.
Латинська назва роду походить від слів ornis («птах») і gala («молоко»), тобто «пташине молоко». Вона вказує на білий колір квіток, притаманний багатьом його представникам. В європейських мовах поширені назви, що вказують на зірчасту форму квіток цих рослин: наприклад, нім. milchsterne — «молочні зірки» або англ. star of Bethlehem — «вифлеємська зірка».

## Опис
Усі рястки належать до цибулинних трав'янистих рослин, причому переважна більшість їх невеликі за розміром (5–40 см), а висота найбільших видів не перевищує 85 см. Цибулини кулясті або яйцеподібні, завширшки 2–5 см, вкриті цупкими лусками. Характерно, що корені в них не відмирають у період спокою, а поступово змінюються протягом життя. Листки прикореневі, лінійні або ременеподібні, досить часто з білою поздовжньою смужкою посередині. Вони з'являються завжди раніше за квіти, у багатьох видів листки, що з'явилися восени, після зимівлі продовжують розвиток навесні.
Суцвіття — китиці, які в одних рясток можуть бути піднесені на досить довгих квітконосах, а в інших, навпаки, мають щиткоподібний вигляд. В останньому випадку квітконоси завжди значно коротші за листки, а суцвіття розташовані майже біля землі. Квітки двостатеві, актиноморфні, шестичленні, без запаху. Найпоширеніший варіант забарвлення — білий із зеленкуватими смужками на зовнішньому боці пелюсток. У рястки Буше і Ornithogalum nutans зеленкуваті смуги розташовані і на внутрішньому боці пелюсток, в Ornithogalum dubium квіти помаранчеві, у рястки жовтуватої і Ornithogalum suaveolens — жовтуваті. Тичинки вільні, тичинкові нитки плоскі, широкі, інколи з двома зубцями на верхівці, як у рястки Буше. Стовпчик ниткоподібний або його зовсім немає; приймочка маленька, головчаста.
Плід — коробочка. Насіння чорне, кулясте, оберненояйцеподібне або дископодібне. У деяких рясток оболонка насіння містить жирну олію.
Деякі види рясток, як от рястка зонтична, містять у своїх тканинах серцеві глікозиди й алкалоїди, а тому отруйні для людини і тварин.

## Екологія

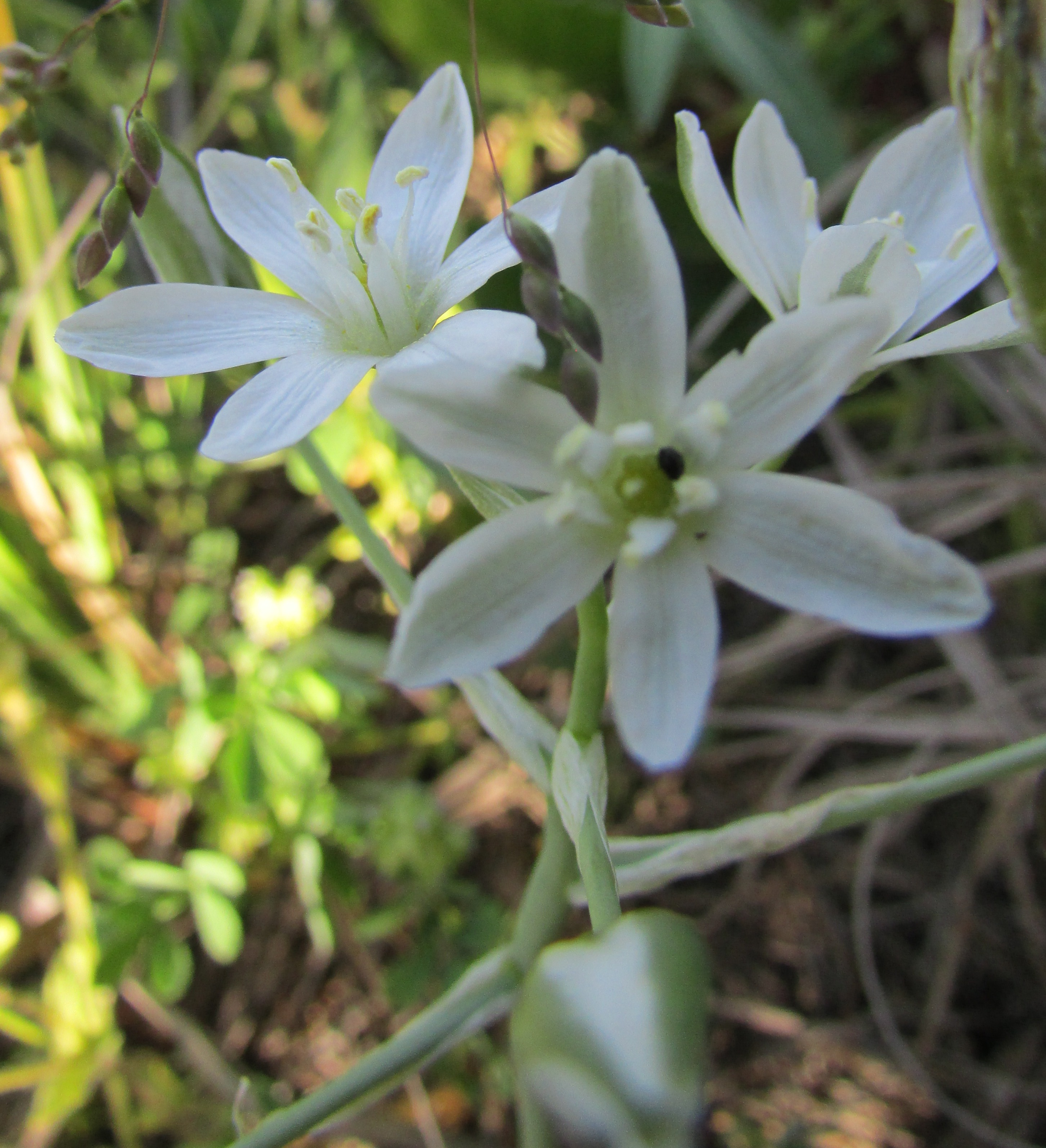
Рястки (Ornithogalum) належать до світлолюбних, посухостійких рослин. Тому вони досить поширені в степовій зоні України, наприклад – у Національному природному парку «Олешківські піски» (фото)

Переважна більшість рясток досить теплолюбні і не витримують приморозків, лише близько півтора десятка видів здатні зимувати під снігом. В природі ці рослини зростають у відкритих біоценозах: у степах, серед чагарників, на схилах, причому полюбляють дещо порушені ґрунти з розрідженим травостоєм.
Рослини помірного поясу квітнуть навесні. Квіти запилюються комахами; незважаючи на відсутність запаху, деякі види рясток є добрими медоносами. Окрім насіннєвого цим рослинам притаманне інтенсивне вегетативне розмноження, яке відбувається за рахунок відокремлення численних дочірніх цибулинок.

## Поширення
Найбільшого видового розмаїття рястки досягають на теренах Середземномор'я, Західної Азії і Південної Африки. Кілька видів розповсюджені дещо північніше, їх ареал охоплює Північне Причорномор'я, Центральну і південну частину Східної Європи. Крім того, 4 види розповсюджені в Північній Америці, а 1 — в Південній.
В Україні зростає 14 видів рясток, з них 4 (рястка гірська, двозначна, відігнута і Буше) занесені до Червоної книги України.

## Застосування
Серед господарських призначень рястки відомі перш за все як декоративні рослини. Найбільш витривалі види вирощують у відкритому ґрунті, їх висаджують у кам'янистих садках, на клумбах і газонах поруч з тюльпанами, гіацинтами, гадючими цибульками. Цвітіння проходить дружно і триває близько 2 тижнів. Теплолюбні африканські рястки вирощують в оранжереях. Суцвіття найбільших видів (Ornithogalum arabicum, Ornithogalum dubium, Ornithogalum saundersiae, Ornithogalum thyrsoides) придатні для зрізання на букети.

### У харчуванні
Менш відоме кулінарне застосування рясток — деякі з цих рослин, наприклад, Ornithogalum pyrenaicum, використовують як зелені овочі.
На Кавказі та в Середній Азії цибулини рястки йдуть у харч. Їх викопують, очищують, миють в холодній воді, а потім ошпарюють окропом. Далі смажать або тушкують в олії. У деяких місцевостях маринують на зразок пікулів, або солять як огірки у дерев'яних кадубах.

## Систематика
Рід вперше описано Карлом Ліннеєм в 1753 році в його фундаментальній праці «Species Plantarum». Спочатку рясток відносили до родини Лілійних, згодом австрійський дослідник цих рослин Франц Шпета виділив їх в окрему підродину Ornithogaleae родини Гіацинтових.
Видовий склад роду також не визначений остаточно. Іноді його поділяють на три підроди: Ornithogalum, Myogalum та Beryllis. В 2000-х роках до рясток віднесли представників декількох африканських родів цибулинних рослин, внаслідок чого він збагатився наступними синонімами:
| - Albuca L. - Avonsera Speta - Battandiera Maire - Cathissa Salisb. - Coilonox Raf. - Dipcadi Medik. | - Eliokarnos Raf. - Elsiea F.M.Leight. - Galtonia Decne. - Honorius Gray - Lindneria T.Durand & Lubbers - Loncomelos Raf. | - Melomphis Raf. - Neopatersonia Schönland - Pseudogaltonia (Kuntze) Engl. - Stellarioides Medik. - Uropetalon Burch. ex Ker Gawl. - Zahariadia Speta |

## Види
В Україні в дикому стані росте 9 видів рястки, вони виділені жирним шрифтом:
| - Ornithogalum abyssinicum Fresen. - Ornithogalum adseptentrionesvergentulum U.Müll.-Doblies & D.Müll.-Doblies - Ornithogalum aetfatense U.Müll.-Doblies & D.Müll.-Doblies - Ornithogalum alatum Turrill - Ornithogalum alpigenum Stapf - Ornithogalum amblyocarpum Zahar. - Ornithogalum amphibolum Zahar. — рястка двозначна - Ornithogalum anamurense Speta - Ornithogalum anatolicum Zahar. - Ornithogalum anguinum F.M.Leight. ex Oberm. - Ornithogalum annae-ameliae U.Müll.-Doblies & D.Müll.-Doblies - Ornithogalum apiculatum Zahar. - Ornithogalum arabicum L. - Ornithogalum arcuatum Steven - Ornithogalum arianum Lipsky - Ornithogalum armeniacum Baker - Ornithogalum atticum Boiss. & Heldr - Ornithogalum baeticum Boiss. - Ornithogalum balansae Boiss. - Ornithogalum baurii Baker - Ornithogalum benguellense Baker - Ornithogalum bicornutum F.M.Leight. - Ornithogalum boucheanum (Kunth) Asch. — рястка Буше - Ornithogalum bourgaeanum Jord. & Fourr. - Ornithogalum britteniae F.M.Leight. ex Oberm. - Ornithogalum broteroi M.Laínz - Ornithogalum bungei Boiss. - Ornithogalum campanulatum U.Müll.-Doblies & D.Müll.-Doblies - Ornithogalum candicans (Baker) J.C.Manning & Goldblatt - Ornithogalum capillaris J.M.Wood & M.S.Evans - Ornithogalum cernuum Baker - Ornithogalum chetikianum Uysal - Ornithogalum chionophilum Holmboe - Ornithogalum ciliiferum U.Müll.-Doblies & D.Müll.-Doblies - Ornithogalum collinum Guss. - Ornithogalum collinum subsp. collinum - Ornithogalum collinum subsp. rhodium Speta - Ornithogalum constrictum F.M.Leight. - Ornithogalum convallarioides H.Perrier - Ornithogalum corsicum Jord. & Fourr - Ornithogalum corticatum Mart.-Azorín - Ornithogalum creticum Zahar. - Ornithogalum cuspidatum Bertol. - Ornithogalum decus-montium G.Will. - Ornithogalum × degenianum Polg. - Ornithogalum deltoideum Baker - Ornithogalum demirizianum H.Malyer & Koyuncu - Ornithogalum diphyllum Baker - Ornithogalum divergens Boreau - Ornithogalum dolichopharynx U.Müll.-Doblies & D.Müll.-Doblies - Ornithogalum dregeanum Kunth - Ornithogalum dubium Houtt. - Ornithogalum esterhuyseniae Oberm. - Ornithogalum euxinum Speta - Ornithogalum exaratum Zahar. - Ornithogalum exscapum Ten. - Ornithogalum falcatum (G.J.Lewis) J.C.Manning & Goldblatt - Ornithogalum filicaule J.C.Manning & Goldblatt - Ornithogalum fimbriatum Willd. — рястка торочкувата - Ornithogalum fimbriatum subsp. fimbriatum - Ornithogalum fimbriatum subsp. gracilipes (Zahar.) Landström - Ornithogalum fimbrimarginatum F.M.Leight. - Ornithogalum fischerianum Krasch. — рястка Фішера - Ornithogalum fissurisedulum U.Müll.-Doblies & D.Müll.-Doblies - Ornithogalum flexuosum (Thunb.) U.Müll.-Doblies & D.Müll.-Doblies - Ornithogalum fuscescens Boiss. & Gaill. - Ornithogalum gabrielianiae Agapova - Ornithogalum gambosanum Baker - Ornithogalum geniculatum Oberm. - Ornithogalum gildenhuysii van Jaarsv. - Ornithogalum gorenflotii (Moret) Speta - Ornithogalum graciliflorum K.Koch - Ornithogalum gracillimum R.E.Fr. - Ornithogalum graecum Zahar. - Ornithogalum graminifolium Thunb. - Ornithogalum gregorianum U.Müll.-Doblies & D.Müll.-Doblies - Ornithogalum gussonei Ten. — рястка Гуссона - Ornithogalum haalenbergense U.Müll.-Doblies & D.Müll.-Doblies - Ornithogalum hajastanum Agapova - Ornithogalum hallii Oberm. - Ornithogalum hispidulum U.Müll.-Doblies & D.Müll.-Doblies - Ornithogalum hispidum Hornem. - Ornithogalum hispidum subsp. hispidum - Ornithogalum hispidum subsp. bergii (Schltdl.) Oberm. - Ornithogalum hyrcanum Grossh. - Ornithogalum imereticum Sosn. - Ornithogalum immaculatum Speta - Ornithogalum improbum Speta - Ornithogalum inclusum F.M.Leight. - Ornithogalum iranicum Zahar. - Ornithogalum iraqense Feinbrun - Ornithogalum isauricum O.D.Düsen & Sümbül - Ornithogalum joschtiae Speta - Ornithogalum juncifolium Jacq. - Ornithogalum khuzestanicum Heidaryan, Hamdi & Assadi - Ornithogalum kuereanum Speta - Ornithogalum kurdicum Bornm. - Ornithogalum leeupoortense U.Müll.-Doblies & D.Müll.-Doblies - Ornithogalum libanoticum Boiss. - Ornithogalum lithopsoides van Jaarsv. - Ornithogalum longicollum U.Müll.-Doblies & D.Müll.-Doblies - Ornithogalum luschanii Stapf - Ornithogalum lychnite Speta - Ornithogalum macrum Speta | - Ornithogalum maculatum Jacq. - Ornithogalum magnum Krasch. & Schischk. - Ornithogalum malatyanum Mutlu - Ornithogalum mater-familias U.Müll.-Doblies & D.Müll.-Doblies - Ornithogalum mekselinae Varol - Ornithogalum monophyllum Baker - Ornithogalum monophyllum subsp. monophyllum - Ornithogalum monophyllum subsp. eckardtianum U.Müll.-Doblies & D.Müll.-Doblies - Ornithogalum montanum Cirillo - Ornithogalum multifolium Baker - Ornithogalum munzurense Speta - Ornithogalum mysum Speta - Ornithogalum nallihanense - Ornithogalum namaquanulum U.Müll.-Doblies & D.Müll.-Doblies - Ornithogalum nanodes F.M.Leight. - Ornithogalum narbonense L. - Ornithogalum navaschinii Agapova - Ornithogalum naviculum W.F.Barker ex Oberm. - Ornithogalum neopatersonia J.C.Manning & Goldblatt - Ornithogalum neurostegium Boiss. & Blanche - Ornithogalum neurostegium subsp. eigii (Feinbrun) Feinbrun - Ornithogalum neurostegium subsp. neurostegium - Ornithogalum nivale Boiss. - Ornithogalum niveum Aiton - Ornithogalum nurdaniae Bagci & Savran - Ornithogalum nutans L. - Ornithogalum ocellatum Speta - Ornithogalum oligophyllum E.D.Clarke - Ornithogalum oreoides Zahar. — рястка гірська - Ornithogalum orthophyllum Ten. — рястка прямолиста - Ornithogalum orthophyllum subsp. acuminatum (Schur) Zahar. - Ornithogalum orthophyllum subsp. kochii (Parl.) Zahar. - Ornithogalum orthophyllum subsp. orbelicum (Velen.) Zahar. - Ornithogalum orthophyllum subsp. orthophyllum - Ornithogalum orthophyllum subsp. psammophilum (Zahar.) Zahar. - Ornithogalum ostrovicense F.K.Mey. - Ornithogalum paludosum Baker - Ornithogalum pamphylicum O.D.Düsen & Sümbül - Ornithogalum pascheanum Speta - Ornithogalum pedicellare Boiss. & Kotschy - Ornithogalum perdurans A.P.Dold & S.A.Hammer - Ornithogalum persicum Hausskn. ex Bornm. - Ornithogalum pilosum L.f. - Ornithogalum polyphyllum Jacq. - Ornithogalum ponticum Zahar. — рястка причорноморська - Ornithogalum prasinantherum Zahar. - Ornithogalum princeps (Baker) J.C.Manning & Goldblatt - Ornithogalum pruinosum F.M.Leight. - Ornithogalum puberulum Oberm. - Ornithogalum puberulum subsp. puberulum - Ornithogalum puberulum subsp. chris-bayeri U.Müll.-Doblies & D.Müll.-Doblies - Ornithogalum pullatum F.M.Leight. - Ornithogalum pumilum Zahar. - Ornithogalum pycnanthum Wendelbo - Ornithogalum pyramidale L. - Ornithogalum pyrenaicum L. — рястка піренейська - Ornithogalum refractum Kit. ex Schltdl. — рястка відігнута - Ornithogalum regale (Hilliard & B.L.Burtt) J.C.Manning & Goldblatt - Ornithogalum reverchonii Lange - Ornithogalum rogersii Baker - Ornithogalum rossouwii U.Müll.-Doblies & D.Müll.-Doblies - Ornithogalum rotatum U.Müll.-Doblies & D.Müll.-Doblies - Ornithogalum rupestre L.f. - Ornithogalum samariae Zahar. - Ornithogalum sanandajense Maroofi - Ornithogalum sandrasicum - Ornithogalum sardienii van Jaarsv. - Ornithogalum saundersiae Baker - Ornithogalum sephtonii Hilliard & B.L.Burtt - Ornithogalum sessiliflorum Desf. - Ornithogalum sibthorpii Greuter - Ornithogalum sigmoideum Freyn & Sint. - Ornithogalum sintenisii Freyn - Ornithogalum sorgerae Wittmann - Ornithogalum spetae Wittmann - Ornithogalum sphaerocarpum A.Kern. - Ornithogalum sphaerolobum Zahar. - Ornithogalum subcoriaceum L.Bolus - Ornithogalum sumbulianum O.D.Düsen & Deniz - Ornithogalum synadelphicum U.Müll.-Doblies & D.Müll.-Doblies - Ornithogalum thermophilum F.M.Leight. - Ornithogalum thunbergii Kunth - Ornithogalum thyrsoides Jacq. - Ornithogalum transcaucasicum Miscz. ex Grossh. - Ornithogalum trichophyllum Boiss. - Ornithogalum tropicale Baker - Ornithogalum uluense Speta - Ornithogalum umbellatum L. — рястка зонтична - Ornithogalum umbratile Tornad. & Garbari - Ornithogalum vasakii Speta - Ornithogalum verae U.Müll.-Doblies & D.Müll.-Doblies - Ornithogalum viridiflorum (I.Verd.) J.C.Manning & Goldblatt - Ornithogalum visianicum Tomm. - Ornithogalum wiedemannii Boiss. - Ornithogalum wiedemannii var. wiedemannii - Ornithogalum wiedemannii var. reflexum (Freyn & Sint.) Speta - Ornithogalum × wildtii Podp. - Ornithogalum woronowii Krasch. — рястка Воронова - Ornithogalum xanthochlorum Baker - Ornithogalum zebrinellum U.Müll.-Doblies & D.Müll.-Doblies |

## Галерея

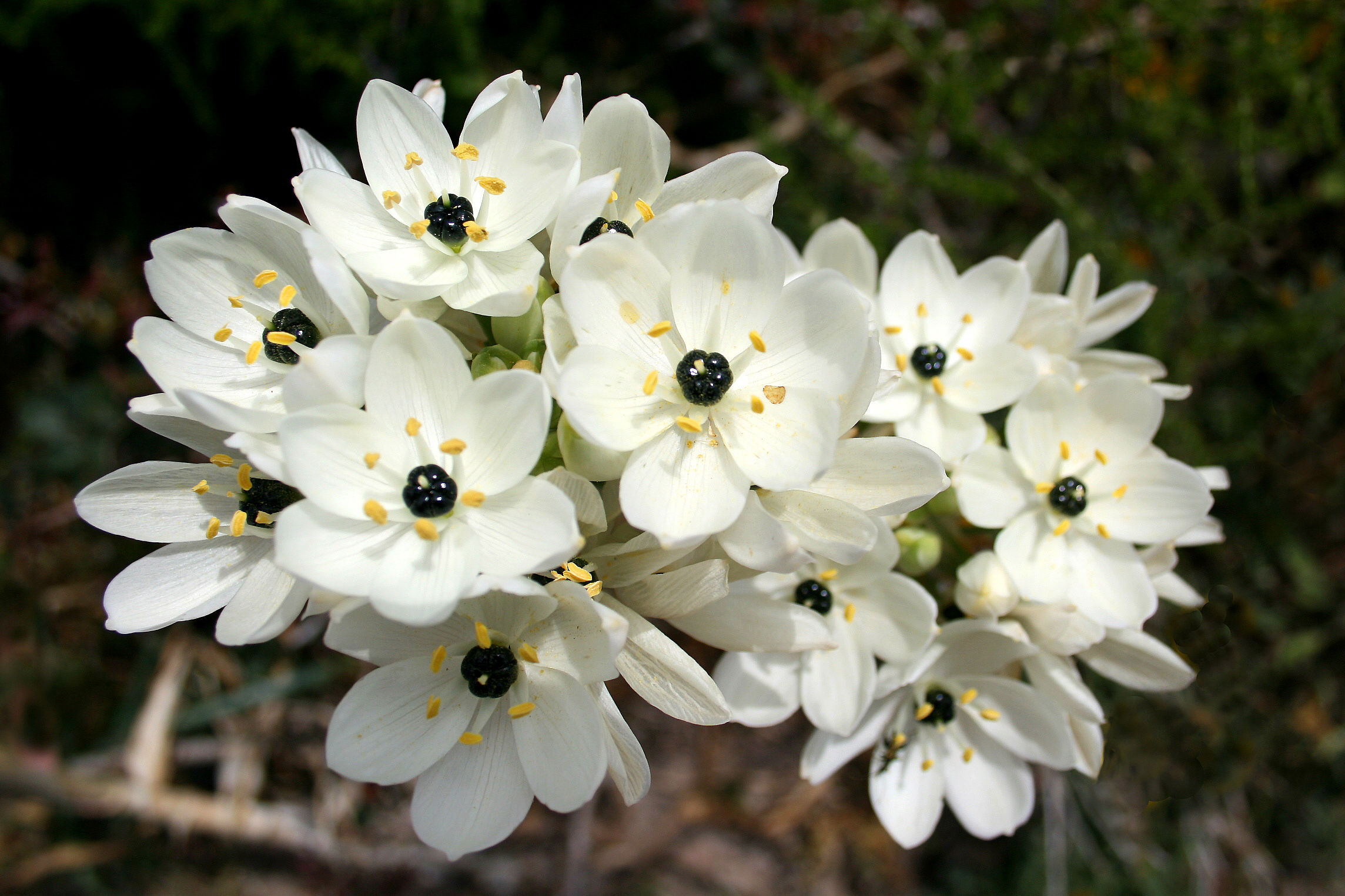
Щиткоподібні суцвіття Ornithogalum arabicum
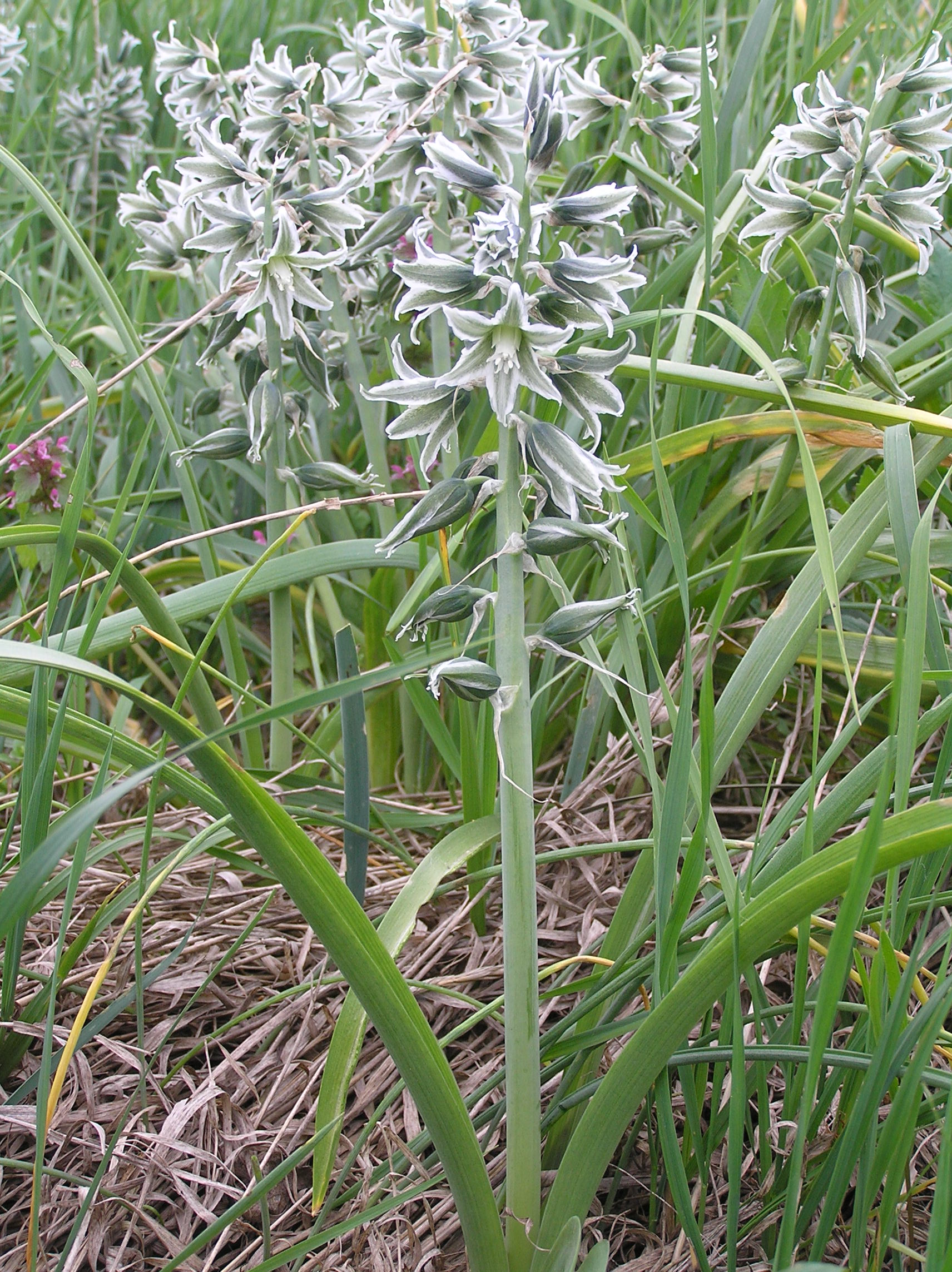
Циліндричні суцвіття рястки Буше з незвичними зеленкуватими квітами
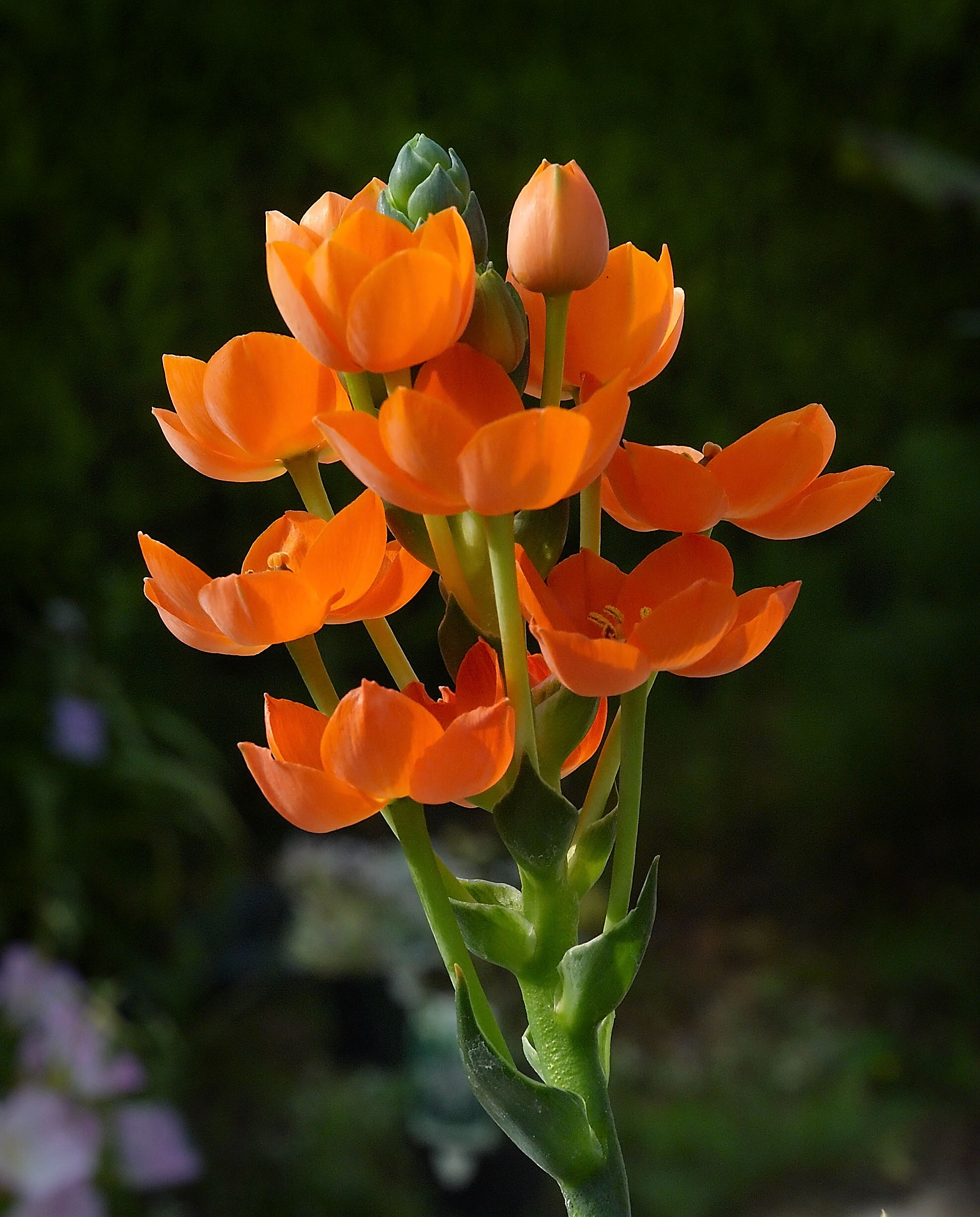
Квіти Ornithogalum dubium
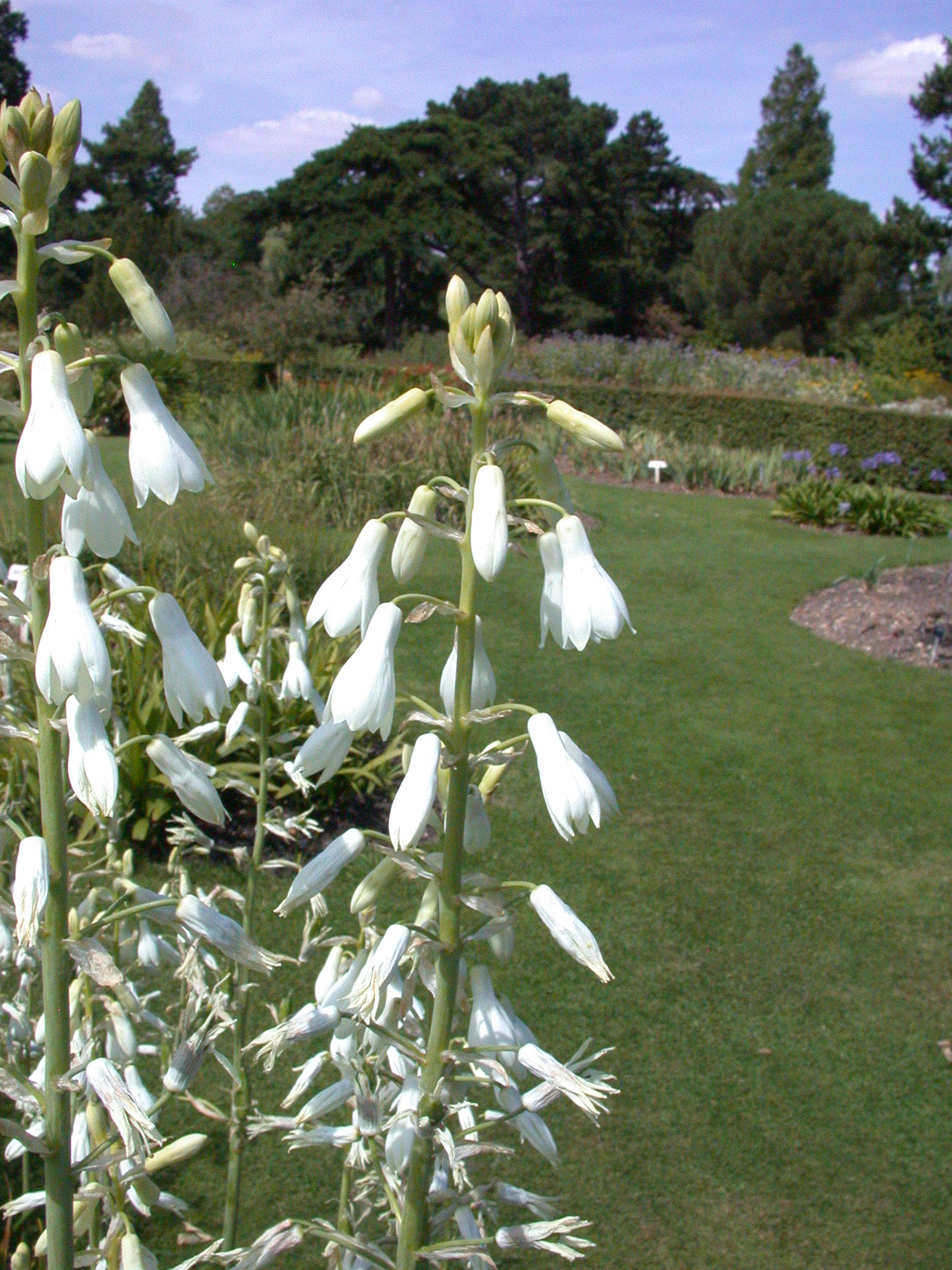
Новий член роду Ornithogalum candicans, раніше відомий як Galtonia candicans (Baker) Decne.